# Карандюк Ксенія Євгенівна
Ксе́нія Євге́нівна Карандю́к (* 1986) — українська легкоатлетка; спеціалізується в бігу на 100 метрів та естафеті 4×400 метрів.

## Життєпис
Народилася 1986 року в місті Севастополь. 2011 року закінчила Національний університет фізичного виховання і спорту України. Виступає за спортивне товариство «Освіта» (Київська область); тренер — О. М. Прокудін.
У естафеті 4 х 400 метрів вона та Ілюшкіна Оксана, Наталія Пигида й Оксана Щербак зайняли шосте місце на Чемпіонаті Європи 2006 року.
На Всеукраїнських літніх спортивних іграх-2007 здобула срібну нагороду в естафеті 4/400 метрів — вона та Катерина Буракова, Лілія Лобанова й Анна Тітімець.
Змагалася в олімпійській естафетній команді 2008 року та Чемпіонаті Європи в приміщенні 2007 року.
Змагалася на Чемпіонаті світу з легкої атлетики-2011.
На Чемпіонаті України з легкої атлетики-2014 здобула бронзову нагороду в бігу на 100 метрів.
На Чемпіонаті України з легкої атлетики-2017 здобула бронзову нагороду в естафеті 4/400 метрів — вона та Олександра Сидор, Альона Гордієнко й Іванна Аврамчук.
Найкращий особистий час — 23,71 секунди на 200 метрів (досягнутий у травні 2006 року в Ялті) та 52,19 секунди на 400 метрів (досягнутий у липні 2006 року в Києві).